# Littoraria massicardi
Littoraria massicardi is een uitgestorven slakkensoort uit de familie van de Littorinidae. De wetenschappelijke naam van de soort werd voor het eerst geldig gepubliceerd in 2019 door Pacaud.